# Miquel Figuerola i Aldrofeu
Miquel Figuerola i Aldrofeu (Barcelona, 30 de març de 1861 - Barcelona, 1 de març de 1913) fou un escriptor català.

## Biografia
Va néixer al carrer Flassaders de Barcelona, fill de Josep Figuerola i Gurguí i de Maria Aldrofeu i Feliu, ambdós naturals de L'Hospitalet de Llobregat.
Conreà la poesia, el teatre i la narrativa. També es va dedicar a la fotografia. que, entre altres obres, va editar diverses sarsueles en català i castellà. La seva obra Servei de plata, de 1891, fou premiada als Jocs Florals del Primer Diumenge de Maig el 1888.
Es va casar amb Emília Sebastià.

## Obres
Obra dramàtica
- Qui abraça molt..., peça catalana en 1 acte i en vers, estrenada al teatre del Bon Retir de Barcelona. el 13 d'abril de 1879.
- Mala lluna, juguet còmic en 1 acte i en vers, estrenat al teatre del Tívoli de Barcelona, el 8 d'agost de 1882.
- Modus vivendi, peça catalana en 1 acte i en vers, estrenada al teatre Romea de Barcelona, el 22 de desembre de 1885.
- L'ombra d'un vestit, estrenada al teatre Romea de Barcelona, el 18 de maig de 1887.
- Vigília de casament, quadre de costums en 1 acte, estrenat al teatre Romea de Barcelona, el 26 de maig de 1887.
- La capota de palla, comèdia catalana en tres actes i en prosa, estrenada al teatre de Novetats de Barcelona, el 2 de desembre de 1887.
- Temps perdut, passatemps còmic en 1 acte i en vers, estrenat al teatre de Novetats de Barcelona, el 23 gener de 1888.
- Servei de plata, comèdia original en 2 actes i en prosa, estrenada al teatre de Novetats, el 26 de gener de 1889 i al teatre Romea de Barcelona, el 16 de març de 1891.
- L'home dels nassos, estrenada al teatre Romea de Barcelona, el 28 de desembre de 1891.
- El cos del delicte, estrenada al teatre Romea de Barcelona, el 31 de març de 1892 i al teatre de Novetats, el 27 d'abril de 1893.

Reculls de versos
- Palpitacions (1885)
- Temps perdut (1886)
- Allò!!! (1887)

Reculls de narracions humorístiques
- Cromos (1887)

Novel·les de fulletó
- L'esca del pecat (1890)